# Жизнь во имя любви
«Жизнь во имя любви» (хинди आशिकी, Aashiqui) — индийский романтический фильм, снятый режиссёром Махешем Бхаттом и вышедший в прокат 17 августа 1990 года. Картина была коммерчески успешна. Она также получила похвал от критиков, особенно за музыку. Песни этого фильма также популярны на сегодняшний день, как и в год его выпуска. «Жизнь во имя любви» подняла карьеру певца Кумара Сану и дуэта композиторов Надима-Шравана. Альбом с саундтреками достиг четвертого места в списке «100 величайших саундтреков Болливуда».
Фильм «Жизнь во имя любви 2» с совершенно новым сюжетом, снятый режиссёром Мохитом Сури, с Адитьей Роем Капуром и Шраддхой Капур в главных ролях, вышел в свет 26 апреля 2013 году.

## Сюжет
Рахул и Ану Вергис задержаны полицией. Рахул — по обвинению в хулиганстве на свадьбе, Ану — за побег из сиротского приюта. Рахул зол на своего отца, женившегося во второй раз при живой первой жене. Ану больше не хочет оставаться в приюте для девочек, где управляет деспот Арни Кэмпбелл. Главные герои влюбляются друг в друга. Рахул помогает Ану стать независимой и найти работу. Ану принимает предложение агента стать моделью. Рахул хочет на ней жениться, но сначала он должен стать певцом. После достижения цели ему не дает покоя то, что ему добиться всего помогла его любимая. Это становится причиной его отчуждения с ней. Ану решает продолжить свою карьеру, принимая предложение директора Падама Сингха сопроводить его в Париж. Когда Рахул пытается остановить её, она решает остаться, чтобы возобновить их былые отношения.

## В ролях
- Рахул Рой — Рахул Рой
- Ану Агарвал — Ану Вергис
- Автар Гилл — полицейский инспектор Дешпанде
- Том Олтер — Арни Кампбелл
- Рима Лагу — миссис Викрам Рой
- Хоми Вадия — мистер Падамси
- Муштак Хан — Рафу Мастер
- Джавед Хан — дядя Питер
- Дипак Тиджори — Балу
- Ананг Десаи — мистер Пол
- Вирендра Саксена — певец Стил
- Сунил Реге — Викрам Рой

## Реакция аудитории, номинации и награды фильма
«Жизнь во имя любви» имел огромный коммерческий успех и стал одним из самых кассовых фильмов года в основном благодаря своей музыке. Во многих кинотеатрах был аншлаг.
Фильм был отмечен 7 номинациями Filmfare Awards из которых выиграл 4:
- Лучший мужской закадровый вокал — Кумар Сану[англ.] («Ab Tere Bin») — победа
- Лучший женский закадровый вокал — Анурадха Паудвал[англ.] («Nazar Ke Saamne») — победа
- Лучшие слова к песне для фильма — Самир («Nazar Ke Saamne») — победа
- Лучшая музыка к песне для фильма — Надим-Шраван[англ.] — победа
- Лучшая режиссура — Махеш Бхатт
- Лучшая женская роль второго плана — Рима Лагу
- Лучшие слова к песне для фильма — Рани Малик («Dheere Dheere»)

## Саундтрек
Вся музыка написана дуэтом Надим-Шраван.
| №   | Название                               | Текст песни | Исполнители                   | Длительность |
| --- | -------------------------------------- | ----------- | ----------------------------- | ------------ |
| 1.  | «Jaane Jigar Jaaneman»                 | Самир       | Кумар Сану, Анурадха Паудвал  | 5:15         |
| 2.  | «Main Duniya Bhula Doonga»             | Самир       | Кумар Сану, Анурадха Паудвал  | 5:19         |
| 3.  | «Ek Sanam Chahiye»                     | Самир       | Кумар Сану                    | 6:14         |
| 4.  | «Nazar Ke Saamne Jigar Ke»             | Самир       | Кумар Сану, Анурадха Паудвал  | 5:36         |
| 5.  | «Tu Meri Zindagi»                      | Самир       | Кумар Сану, Анурадха Паудвал  | 4:46         |
| 6.  | «Dil Ka Aalam»                         | Мадан Пал   | Кумар Сану                    | 5:01         |
| 7.  | «Ab Tere Bin»                          | Самир       | Кумар Сану                    | 5:46         |
| 8.  | «Dheere Dheere Se»                     | Рани Малик  | Кумар Сану, Анурадха Паудвал  | 5:31         |
| 9.  | «Mera Dil Tere Liye»                   | Самир       | Удит Нараян, Анурадха Паудвал | 4:36         |
| 10. | «Ek Sanam Chahiye»                     | Самир       | Анурадха Паудвал              | 6:11         |
| 11. | «Jaane Jigar Jaaneman» (вторая версия) | Рани Малик  | Кумар Сану, Анурадха Паудвал  | 3:59         |
| 12. | «Dil Ka Aalam» (вторая версия)         | Мадан Пал   | Нитин Мукеш                   | 4:40         |

## Интересные факты
Изначально песни «Жизни во имя любви» были записаны для создания альбома, но услышав их, Махеш Бхатт решил снять фильм.